# Liste der Seen im Kosovo
Die Liste der Seen im Kosovo führt die Seen im Kosovo in alphabetischer Reihenfolge auf. Die Seen sind nicht vollständig aufgelistet.

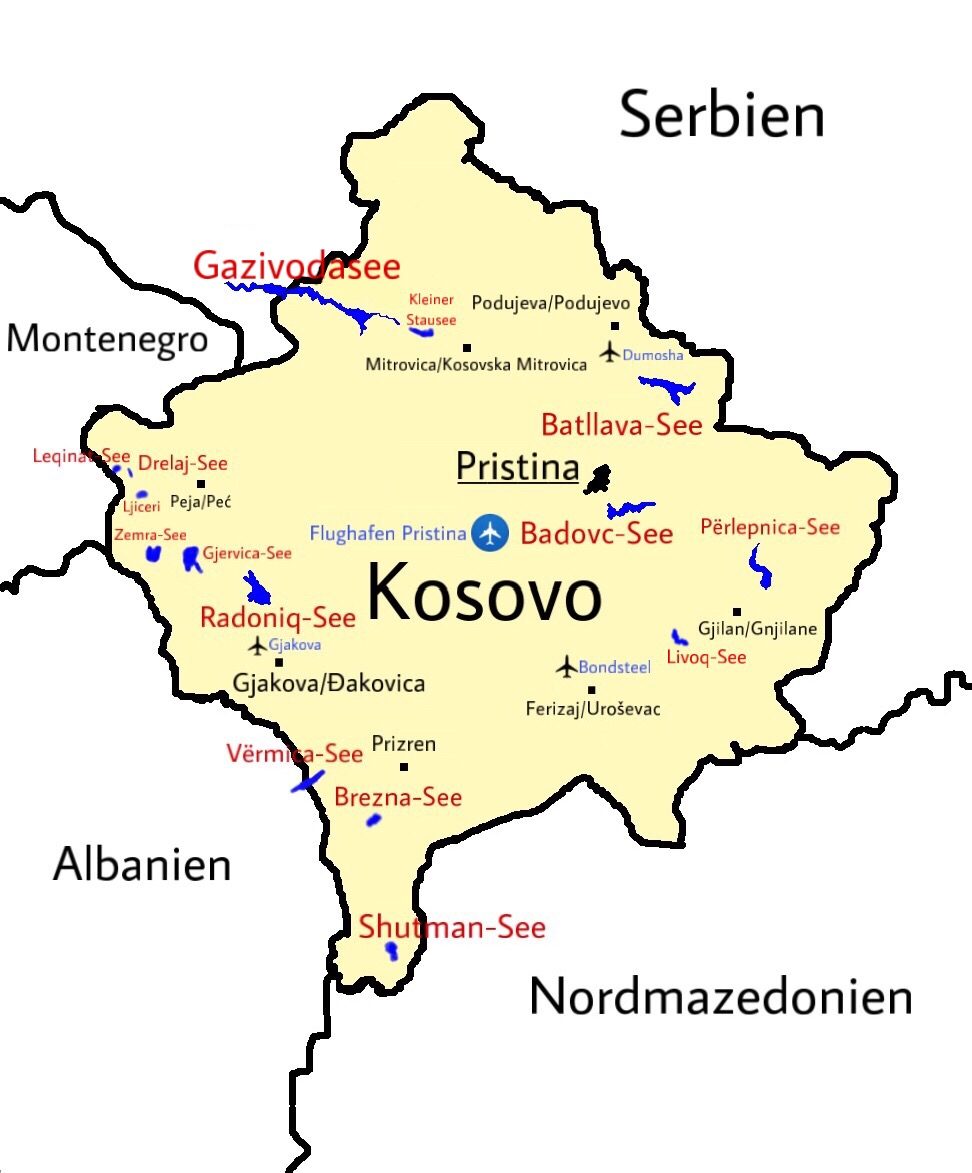
Seen im Kosovo

| Name            | Lage | Fläche (ha) | Bemerkung                            | Bild            |
| --------------- | --- | ----------- | ------------------------------------ | --------------- |
| Badovac-See     | Badoc bei Pristina 42° 37′ 22″ N, 21° 14′ 26″ O                                                         | 170         | Stausee                              | Badovac-See     |
| Batllava-See    | Batllava bei Podujeva 42° 49′ 11″ N, 21° 18′ 49″ O                                                      | 273         | Stausee                              | Batlava-See     |
| Brezna-See      | bei Zhur 42° 7′ 50″ N, 20° 38′ 29″ O                                                                    | 001,9       | natürlicher See                      |                 |
| Drelaj-See      | Prokletije-Gebirge 42° 40′ 3″ N, 20° 5′ 57″ O                                                           | 000,5       | natürlicher See                      | Dreljsko Jezero |
| Gazivodasee     | Zubin Potok auf der serbisch-kosovarischen Grenze 42° 57′ 28″ N, 20° 34′ 29″ O                          | 1190        | Stausee                              | Gazivodasee     |
| Gjeravica-See   | Prokletije-Gebirge 42° 31′ 51″ N, 20° 8′ 6″ O                                                           | 002         | natürlicher Bergsee                  | Gjeravica-See   |
| Kleiner Stausee | Zubin Potok 42° 55′ 43″ N, 20° 40′ 17″ O                                                                | 022         | Stausee                              |                 |
| Leqinat-See     | Berg Leqinat an der montenegrinisch-kosovarischen Grenze 42° 40′ 7″ N, 20° 5′ 27″ O                     | 001,6       | natürlicher Bergsee                  | Leqinat         |
| Livoq-See       | bei Gjilan 42° 27′ 51″ N, 21° 24′ 57″ O                                                                 | 008         | natürlicher See                      |                 |
| Ljiceri         | Prokletije-Gebirge 42° 40′ 1″ N, 20° 8′ 51″ O                                                           | 001,6       | natürlicher See                      | Lumbardh        |
| Përlepnica-See  | bei Gjilan 42° 31′ 36″ N, 21° 30′ 46″ O                                                                 | 018         | Stausee                              |                 |
| Radoniq-See     | bei Gjakova 42° 29′ 14″ N, 20° 25′ 12″ O                                                                | 562         | Stausee                              | Radoniq-See     |
| Shutman-See     | in der Šar Planina 41° 55′ 5″ N, 20° 43′ 52″ O                                                          | 000,35      | einer der größten Bergseen im Kosovo | Shutman-See     |
| Vërmica-See     | Vërmica (kosovarische Bezeichnung für Fierza-See, mehrheitlich in Albanien) 42° 9′ 40″ N, 20° 32′ 53″ O | 246         | Stausee                              |                 |
| Zemra-See       | Berg Maja Gusanit im Prokletije-Gebirge 42° 31′ 49″ N, 20° 7′ 15″ O                                     | 001,4       | natürlicher Bergsee                  | Herz-See        |